# Torymus nubilus
Torymus nubilus är en stekelart som först beskrevs av Breland 1939.  Torymus nubilus ingår i släktet Torymus och familjen gallglanssteklar. Inga underarter finns listade i Catalogue of Life.